# Соррилья де Сан-Мартин, Алехандро
Алехандро Соррилья де Сан-Мартин Вильегас (исп. Alejandro Zorrilla de San Martín Villegas; 6 сентября 1909, Монтевидео — 14 февраля 1987, Рим) — уругвайский государственный деятель и дипломат, министр иностранных дел Уругвая (1963—1965).

## Биография
Внук поэта Хуана Соррильи де Сан-Мартина и племянник скульптора Хосе Луиса Соррильи де Сан-Мартина (его двоюродная сестра — актриса Чина Соррилья), в юности работал банковским служащим.
В 1954 году он был избран в Палату депутатов, переизбран в 1958-м.
- 1960—1961 гг. — президент Палаты депутатов,
- 1963—1965 гг. — министр иностранных дел Уругвая,
- 1965—1966 гг. — член Национального Совета Правительства Уругвая от Национальной партии,
- 1966—1973 гг. — член Сената. После государственного переворота 1973 года был вынужден покинуть политическую жизнь.

С 1985 года — посол в Ватикане. Он был организатором первого визита Папы Иоанна Павла II на уругвайскую землю в марте-апреле 1987-го, но сам скончался незадолго до этого события.

## Память
Имя де Сан-Мартина носит Федеральная трасса № 45 в Монтевидео.
В 2006 году под редакцией его потомков увидела свет книга воспоминаний политика Sucedidos.